# 白色齒輪
《白色齒輪》，為泰國WeTV於2020年9月14日起播出的浪漫喜劇，改編Ninepinta的原作小說，由Marc、Win、JJ、Fiat及Aun主演。
此劇由GMMTV製作，為2020年6月該公司公佈首三部與WeTV、TV Thunder及Studio Wabi Sabi合作的電視劇之一。其後，此劇於2020年9月在WeTV首播，同年11月終映；並於2021年1月在GMM 25電視台首播，同年2月終映。

## 劇情簡介
Bai是一個聰明的醫學院一年級新生，但他對自己的外表沒有信心，也不相信愛情。Itt是工程學院的一年級新生，自Bai在高中時轉校後與他同校，也一同升讀同一間大學。兩人曾經打過賭，亦曾約定過承諾，但發生了誤會與衝突令兩人變得疏離。當他們在高中升到大學後，再次重逢令兩人的愛恨糾纏持續下去。然而，無論發生什麼事，Itt的齒輪只與Bai的白袍匹配。

## 演員陣容
註：括號內的演員姓名為小名。

### 主要人物
- 納塔里·瓦拉功勒希（Marc）飾演 Itt

工程學院一年級生，精於各項運動但成績差劣的學生。高中時，他在老師要求下由Bai為他補習功課，成為兩人開始親近的契機。
- 帕文·庫卡拉尼亞維奇（Win）飾演 Bai

醫學院一年級生，家境富裕，自小學起在英國讀書，在高中畢業前一年回到泰國，在Itt、Wan、Pure等就讀的高中裡插班。在學期間因學術社團和運動社團爭奪使用休息室，而開始與Itt有交集。
- 查亞功·朱塔瑪斯（JJ）飾演 Wan

成績優異的學生，在Bai插班前一直是全班第一。自Bai轉到他們的高中讀書後，主動結識Bai，是他在學校裡的第一個朋友。
- 帕塔丹·詹金（Fiat）飾演 Pure

Itt的朋友，性格衝動，經常與別人起衝突。
- 納帕特·帕查拉恰瓦雷（Aun）飾演 Folk

Bai的大學同學。

### 其他人物
- 琳·苏皖玛（Neen）

Bai的學姐。
- 茵地拉·謝倫寶娜（英语：Intira Jaroenpura）（Sai）飾演 Walailak Jaijong

高中老師，處理學術社團和運動社團糾紛的負責人。
- 普拉瓦特·曼努普拉塞特（Tom）

Bai的爸爸。
- 妮科爾·里爾（Nicole）

Bai的媽媽。
- Amarin Nitibhon（Am）

Itt的爸爸。
- 拉契儂傘·楚多（Nok）

Itt的媽媽，因患病在醫院留醫。
- Chonwari Chutiwatkhotrachai（Am）飾演 Kai

Itt爸爸的女相好。
- Wanwimol Jensawamethee（June）飾演 Pang

Itt的女朋友。

### 特別出演
- Surat Permpoonsavat（Yacht）

帥氣的男學生，Pure的朋友。
- Kris Songsamphant

Pure的朋友。
- 奇瓦普雷佐·蒂蒂卡亞（Olive）飾演 June

在餐廳內與Wan及Pure相遇的女生。
- Wanut Sangtianprapai（Mix）

Pure的初戀男友。

## 劇集迴響

### 泰國電視收視
- 收視最低的集數以藍色表示，收視最高的集數以紅色表示，而空格則表示該集的收視沒有相關數據。

| 集數 No.   | 播放日期      | 播放時段 (UTC+07:00) | 平均收視率 | 來源   |
| ---------- | ------------- | -------------------- | ---------- | ------ |
| 1          | 2021年1月9日  | 星期六 20:30         | 0.194      | [ 6 ]  |
| 2          | 2021年1月9日  | 星期六 20:30         | 0.194      | [ 6 ]  |
| 3          | 2021年1月16日 | 星期六 20:30         | 0.073      | [ 7 ]  |
| 4          | 2021年1月16日 | 星期六 20:30         | 0.073      | [ 7 ]  |
| 5          | 2021年1月23日 | 星期六 20:30         | 0.143      | [ 8 ]  |
| 6          | 2021年1月23日 | 星期六 20:30         | 0.143      | [ 8 ]  |
| 7          | 2021年1月30日 | 星期六 20:30         | 0.082      | [ 9 ]  |
| 8          | 2021年1月30日 | 星期六 20:30         | 0.082      | [ 9 ]  |
| 9          | 2021年2月6日  | 星期六 20:30         | 0.118      | [ 10 ] |
| 10         | 2021年2月6日  | 星期六 20:30         | 0.118      | [ 10 ] |
| 11         | 2021年2月13日 | 星期六 20:30         | 0.062      | [ 11 ] |
| 12         | 2021年2月13日 | 星期六 20:30         | 0.062      | [ 11 ] |
| 平均收視率 | 平均收視率    | 平均收視率           | 0.112      | 1      |

^1  基於每集的平均觀眾份額。

## 外部連結
- GMMTV官方網站（泰文）
- MyDramaList 劇集介紹及劇評 （页面存档备份，存于）（英文）
- 豆瓣劇集介紹（中文）